# Young British Artists
Young British Artists, ook YBA's genoemd, is de groepsnaam die vanaf begin jaren 90 gebruikt wordt voor een aantal conceptuele beeldende kunstenaars in het Verenigd Koninkrijk, vooral in Londen. De groep domineerde in de jaren 90 van de 20e eeuw de Britse kunstscene.

## Geschiedenis
Deze kunstenaars, onder wie kunstschilders, beeldhouwers, multimediakunstenaars en installatiebouwers, hadden met elkaar gemeen dat de meesten hun opleiding volgden aan het Londense Goldsmiths College en dat een aantal van hen werden geassocieerd met het Hoxtongebied, een ruige wijk in Oost-London. Sommige jonge kunstenaars gebruikten wegwerpmaterialen. Een belangrijke invloed op de YBA's had de kunstenaar Michael Craig-Martin, destijds docent aan Goldsmiths College.
In 1988 organiseerde de groep een veelbesproken tentoonstelling, Freeze, in de Londense Docklands. Dit evenement kreeg veel media-aandacht, onder andere van de BBC. De carrière van enkele YBA's nam een hoge vlucht na aankoop van hun werk door de kunstverzamelaar Charles Saatchi.
De term "Young British Artists" is afgeleid van een groepstentoonstelling met die naam in de Saatchi Gallery in 1992, waardoor de kunstenaars snel (internationale) bekendheid verwierven.
In 1997 volgde de tentoonstelling Sensation in de Royal Academy of Arts, wat gezien werd als een erkenning van de jonge kunstenaars door het gevestigde artistieke milieu.

## Groepsleden
- Steven Adamson
- Angela Bulloch
- Mat Collishaw
- Ian Davenport
- Dominic Denis
- Tracey Emin
- Angus Fairhurst
- Anya Gallaccio
- Damien Hirst
- Gary Hume
- Michael Landy
- Abigail Lane
- Sarah Lucas
- Lala Meredith Vula
- Ron Mueck
- Chris Ofili
- Richard Patterson
- Stephen Park
- Marc Quinn
- Fiona Rae
- Jenny Saville
- Yinka Shonibare
- Mark Wallinger